# 완산 군도 전역
완산 군도 전역은 제2차 국공 내전 기간 중 중화민국 국군과 중국 인민해방군이 완산 군도를 놓고 벌인 전역으로 중국 인민해방군이 승리했다.
공산군측의 완산 군도 점령은 홍콩과 마카오 향하는 핵심적 해로들과 주강 삼각주를 봉쇄하는 중화민국의 위협을 없앴다. 완산 군도 전역은 공산군의 첫 육해군 합동 작전이었고 추가적으로 중화민국 국군 선박들에 손상을 입히거나 가라앉게 했다. 중화민국군 선박 열 한 척을 획득했고 수리가 끝난 후 공산군 편제에 속하게 됨으로써 지역방어에 기여했다. 공산군이 승리한 주된 이유들 중 하나는 중화민국 국군의 우월한 해군력에 정면대응하지 않고 수적, 기술적으로 우수한 해안포를 이용하는 것이었다. 완산 군도의 가장 큰 섬인 라지웨이다오(垃圾尾島)는 완산 군도 전역에 참가한 가장 큰 중화인민공화국 해군 선박 상륙함의 이름을 따서 구이산다오(桂山島)로 바뀌었다.
완산 군도는 중화민국이 통치하는 다른 지역에서 너무 멀어서 지원이 어려웠고 비용이 많이 들었기 때문에 중화민국에 불리한 상황이었다. 완산 군도의 가장 큰 섬에도 건물을 짓거나 함대를 지원하는 시설을 세우기 어려웠다. 그래서 선박이 일으킨 사소한 고장조차도 먼 곳으로 가서 수리를 받아야했다. 게다가 먼 곳으로 예인선이 고장난 다른 선박들을 이끌고 나가야하는데 전투가 벌어졌을 땐 예인선들도 징발되어야 했기에 선박의 수리가 쉽지 않았다.
주강 삼각주 차단은 인민해방군을 곤란하게 했지만 본토를 통한 육상교류가 가능했고 중화민국군이 공산군의 해안포대는 중화민국군 공격 범위 밖에 있었기에 사소한 문제였다. 게다가 중화민국군에 의한 본토 사격을 받을 때 내륙으로 후퇴하면 그만이었던 환경은 인민해방군에게도 손해였지만 중화민국에는 더욱 큰 손해였다. 중화민국 내부에서도 다른 지역을 더 효율적으로 방어하기 위해서라도 완산 군도에서 철수해야한다는 주장이 많이 제기됐지만 중화인민공화국 영토 가까이에 있는 곳을 지배하는 것이 엄청난 정치적 선전 가치를 갖는 상징적 의미가 대단했기 때문에 묵살됐다.

## 같이 보기
- 국민혁명군
- 국공 내전